# Creu de terme de Bellmunt
La Creu de terme de Bellmunt és una creu de terme del poble de Bellmunt, al municipi de Talavera (Segarra) inclosa en l'Inventari del Patrimoni Arquitectònic de Catalunya.

## Descripció
És una creu monumental que estava situada a la cruïlla d'entrada a la població. Actualment se'n conserva, descalçats part de la seva estructura, el fust, el capitell, el nus i la creu; i roman desapareguts, més aviat destruïts, la graonada i el sòcol. El seu fust és vuitavat i amb un capitell de secció quadrangular, i en una de les cares d'aquest últim, hi ha incisa la data "1735".
El seu nus i la creu se'ns presenten calçats. Aquest nus té una estructura octavada i un suport on adhereix el cos de la creu. Aquest cos està format per un disc de vuit angles i presenta decoració en una sola cara, al seu anvers, on conserva visible la seva decoració en relleu, una creu. El material emprat per la seva execució és pedra sorrenca del país, notablement degradada per l'efecte de l'erosió i presenta encrostaments en la seva estructura.